# Švédsko na Letních olympijských hrách 1976
Švédsko na Letních olympijských hrách 1976 v kanadském Montréalu reprezentovalo 116 sportovců, z toho 99 mužů a 17 žen. Nejmladším účastníkem byla Anette Fredriksson (16 let, 46 dní), nejstarším pak Ragnar Skanåker (42 let, 41 dní). Reprezentanti vybojovali 5 medailí, z toho 4 zlaté, 1 stříbrnou.

## Medailisté
| Medaile | Jméno                                                                  | Sport         | Disciplína                      |
| ------- | ---------------------------------------------------------------------- | ------------- | ------------------------------- |
| Zlato   | Anders Gärderud                                                        | Atletika      | Muži běh na 3000 m překážek     |
| Zlato   | Bernt Johansson                                                        | Cyklistika    | Muži silniční závod jednotlivců |
| Zlato   | Hans Jacobson Carl von Essen Rolf Edling Göran Flodström Leif Högström | Šerm          | Družstvo mužů kord              |
| Zlato   | John Albrechtson Ingvar Hansson                                        | Jachting      | Muži třída Tempest Class        |
| Stříbro | Ulrika Knapeová                                                        | Skoky do vody | Ženy prkno 3 m                  |